# 신메이정
신메이정(神明町)은 후쿠이현 이마다테군에 있던 정이다. 현재의 사바에시 중심부의 서부에 해당한다.

## 역사
- 1889년 4월 1일 - 정촌제 시행에 의해 6개 촌의 구역을 가지고 신메이정이 성립하였다.
- 1955년 1월 15일 - 사바에정, 가타카미촌, 나카가와촌, 뉴군, 다치마치촌, 요시카와촌, 유타카촌과 합병해 사바에시가 성립하여, 동일 신메이정은 폐지되었다.

## 교통

### 철도
- 후쿠이 철도
  - 후쿠부선
  - 세이호선

## 참고문헌
- 角川日本地名大辞典 18 福井県